# کازوآکی تاکانو
کازوآکی تاکانو (انگلیسی: Kazuaki Takano؛ زادهٔ ۲۶ اکتبر ۱۹۶۴) نویسنده اهل ژاپن است.